# フランス文学

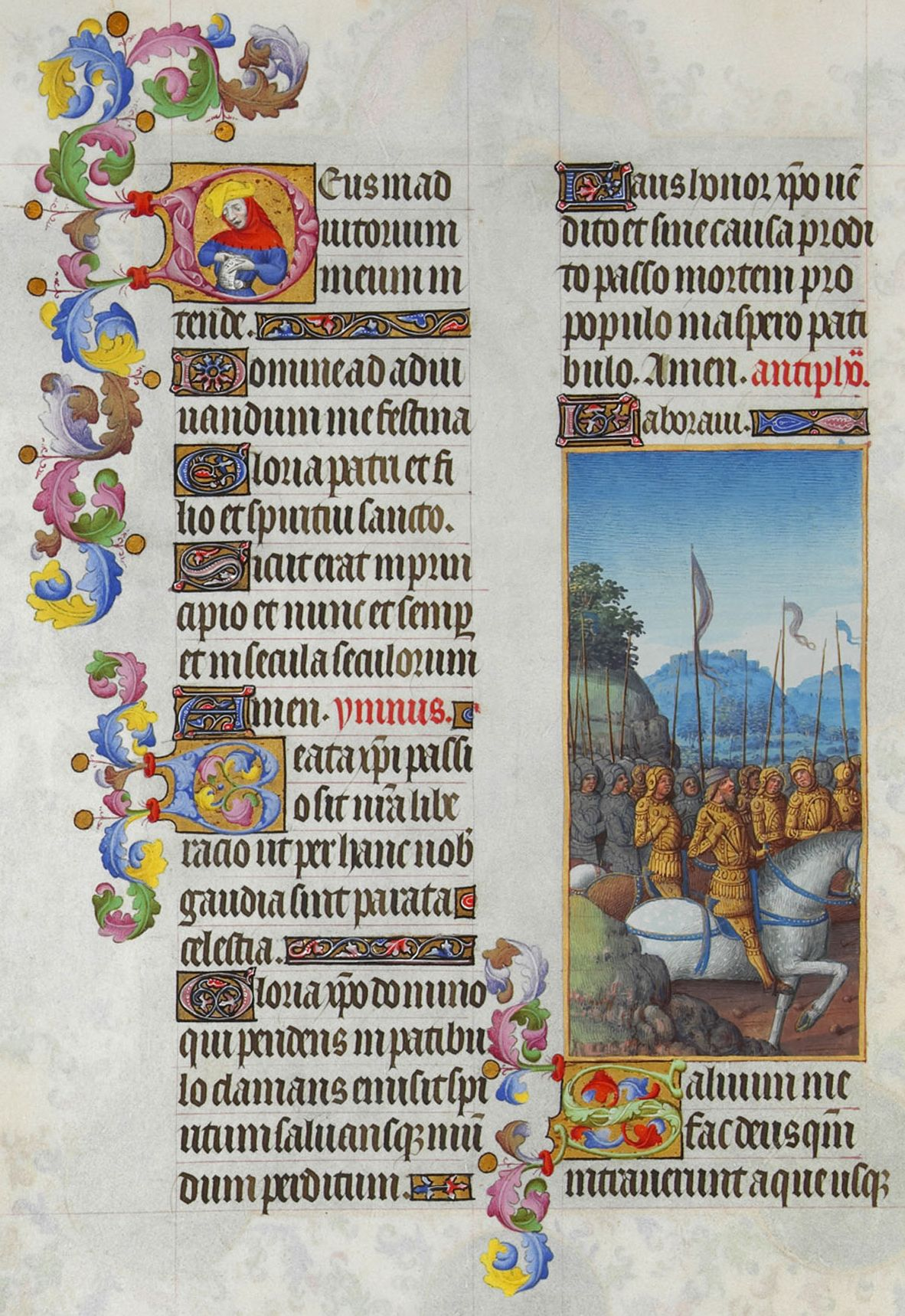
『ベリー公のいとも豪華なる時祷書』フォリオ153v (1412-1416)

フランス文学（フランスぶんがく、フランス語: Littérature française）は、フランス国籍の作家もしくはフランス語によって書かれた文学作品の総体である。仏文学（ふつぶんがく）ともいう。その歴史は中世の古フランス語に始まり今日まで続いている。ベルギーや西アフリカ諸国などフランス国外のフランス語圏文学（fr:Littérature francophone）や、ブルトン語やオック語などフランス国内のフランス語以外による文学も存在する。
またそれらの作品や作家を研究する学問も指し、その研究者をフランス文学者（仏文学者）と呼ぶ。

## フランス文学史

### 中世

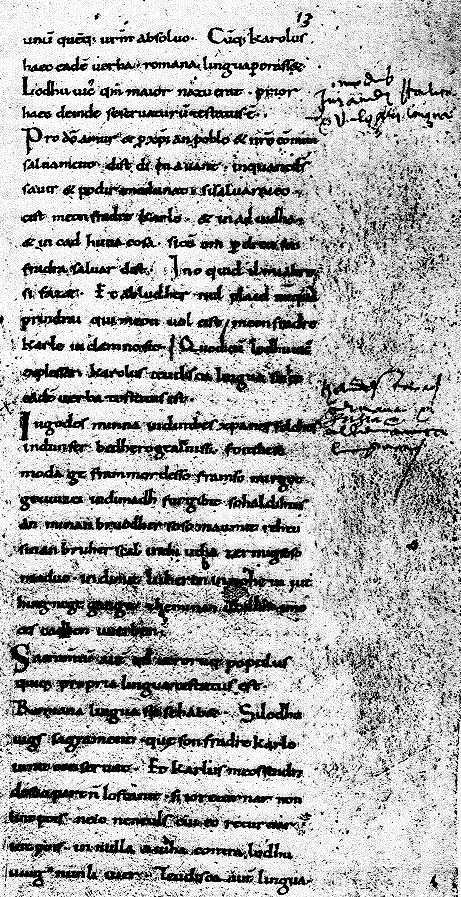
ストラスブールの誓い(842)

フランス語は俗ラテン語から派生したロマンス諸語の1つであり、ケルト語と古フランク語の強い影響を受けていた。842年のストラスブールの誓いの文書のうちの1つがロマンス語（フランス語の「先祖」）で書かれた知られている限り最初の完全な文書である。今日「文学」と考えられているテクストとして、現存する中で最古のものは『聖ユーラリーのセクエンツィア（もしくはカンティレーナ）』であり、881-882年頃に書かれた。29行からなる宗教・教育的なラテン語詩の単純な翻案であった。
フランス文学の最初の偉大な作品群が出現するのは中世中期の11世紀、侵略・無政府・伝染病の時代の後に農業が発達し、人口が増大した時代であった。
武勲詩は公衆の前で歌われることを目的とした数千行から成る長詩であり、「武勲」（geste）は戦争での功績を意味した。伝説と歴史的事実をないまぜにした叙事詩の形で、過去の戦争での功績を詳しく語り、騎士道的理想を強調した。最も古く最も知られているものは11世紀に書かれた『ローランの歌』であり、シャルルマーニュの軍勢の功績を理想化して語っている。
12世紀に出現した宮廷風恋愛文学（fr:littérature courtoise）はただ1つの、完璧な、そしてしばしば不幸な恋愛の崇拝を主な主題としていた。古代に起源を持ち、十字軍の帰還に伴い東洋の影響を取り込み、ケルト文化からも着想を得ていた。『トリスタンとイズー』の伝説は、恋人たちの死に終わる完全にして果たし得ぬ恋愛を物語る。これらの詩はトルヴェールとトルバドゥールたちによって君主たちの宮廷で歌われた。クレティアン・ド・トロワ(1135?-1190?)は恐らく最初のフランス文学の騎士道物語作者であろう。『イヴァンまたは獅子の騎士』『ランスロまたは荷車の騎士』『ペルスヴァルまたは聖杯の物語』などの物語はこの文学ジャンルの典型的な例である。13世紀初頭に始まるアレゴリー的な長詩『薔薇物語』は宮廷風恋愛のテーマを対象とする書き物としては最後のものの1つであり、その短い（4058行）冒頭部はギヨーム・ド・ロリスによって書かれた。ジャン・ド・マンによって引き継がれた残りの部分（約18000行）は対照的に驚くべき女嫌いの諸節（特に「老女」のそれ）を含み、その上社会批評的な議論も織り交ぜられている。

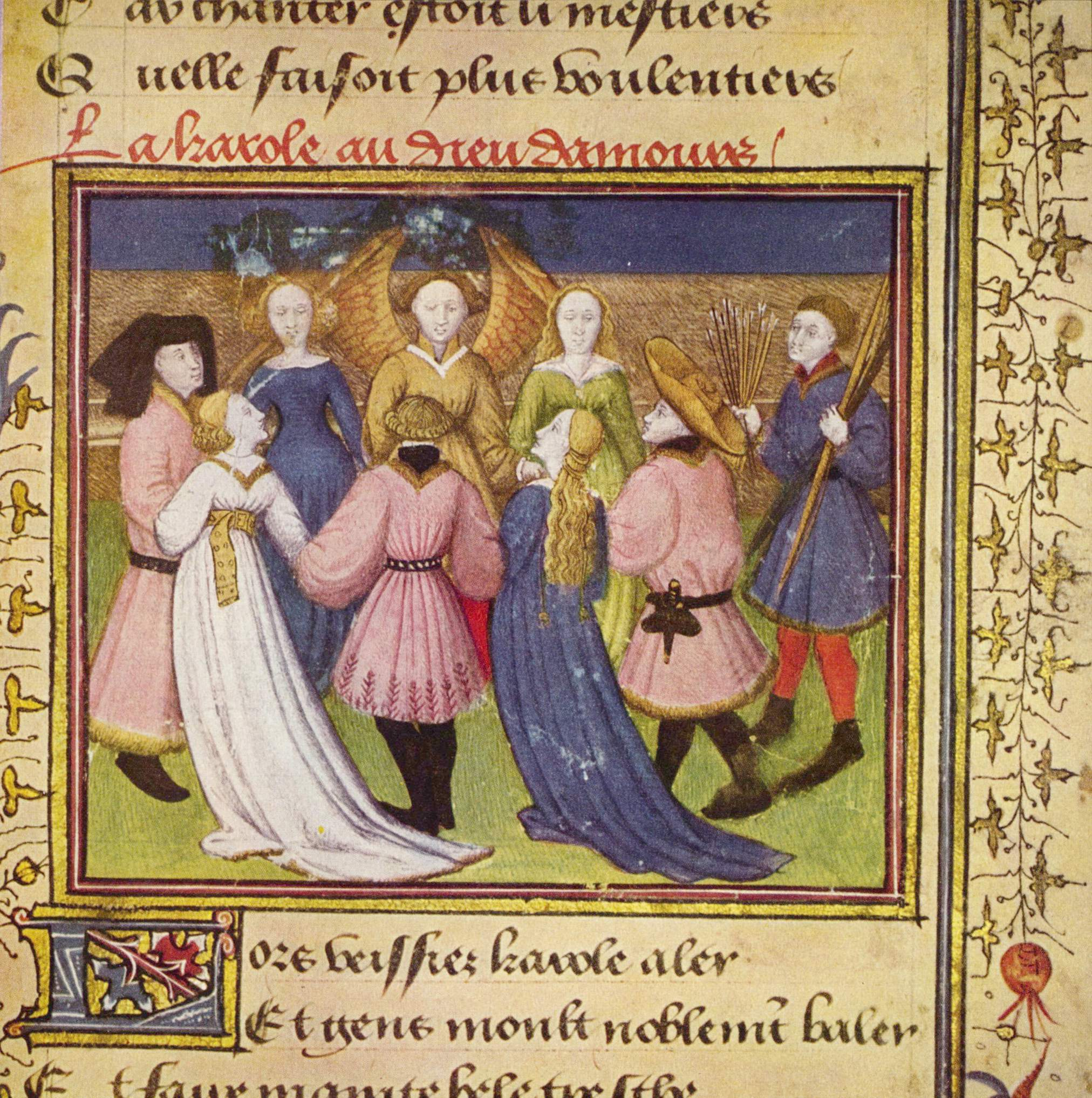
『薔薇物語』写本(1420-30)、愛の神のロンド

ほぼ同時代、理性を持った動物たちの冒険を語る一群の詩である『狐物語』が書かれた。狐・熊・狼・鶏・猫などがおのおの、不誠実・純朴・悪賢いなどの人間的な性格を持つ。匿名の作者はこれらの詩の中で封建的な価値や宮廷的なモラルを嘲笑した。
フランス語で書かれた年代記の最初のものは12世紀の十字軍の物語である。ジョアンヴィルがサン＝ルイの生涯を描いたものなどのように、これらの物語の一部は道徳的な目的を持ち、語られる事実を少々理想化もしていた。百年戦争（1337年 - 1453年）はジャン・フロワサール（1337年 - 1410年?）によって2冊の『年代記』として物語られた。詩人ユスタシュ・デシャンは百年戦争の間の社会と精神構造を証言した。
百年戦争終結後、詩人フランソワ・ヴィヨン（1431年 - 1463年?）はこの時代の混乱と動乱を表現した。高貴な生まれを持つ孤児にして良き生徒であったが、後に窃盗と殺人で断罪された。博識であると同時に大衆的でもあったその作品は、その時代の不正義への反逆を表していた。
中世全期を通して宗教劇が発達し、聖史劇や、クリスマスや復活祭やキリストの昇天などの宗教的な祭日を上演した。先の文学ジャンルがどちらかと言えば貴族的であったのとは対照的に、宗教劇はより多くの人々を対象としていた。宗教劇とは別に、笑劇と呼ばれる滑稽な劇が15世紀に出現し、宗教的権威からの激しい攻撃を受けた。

### 16世紀

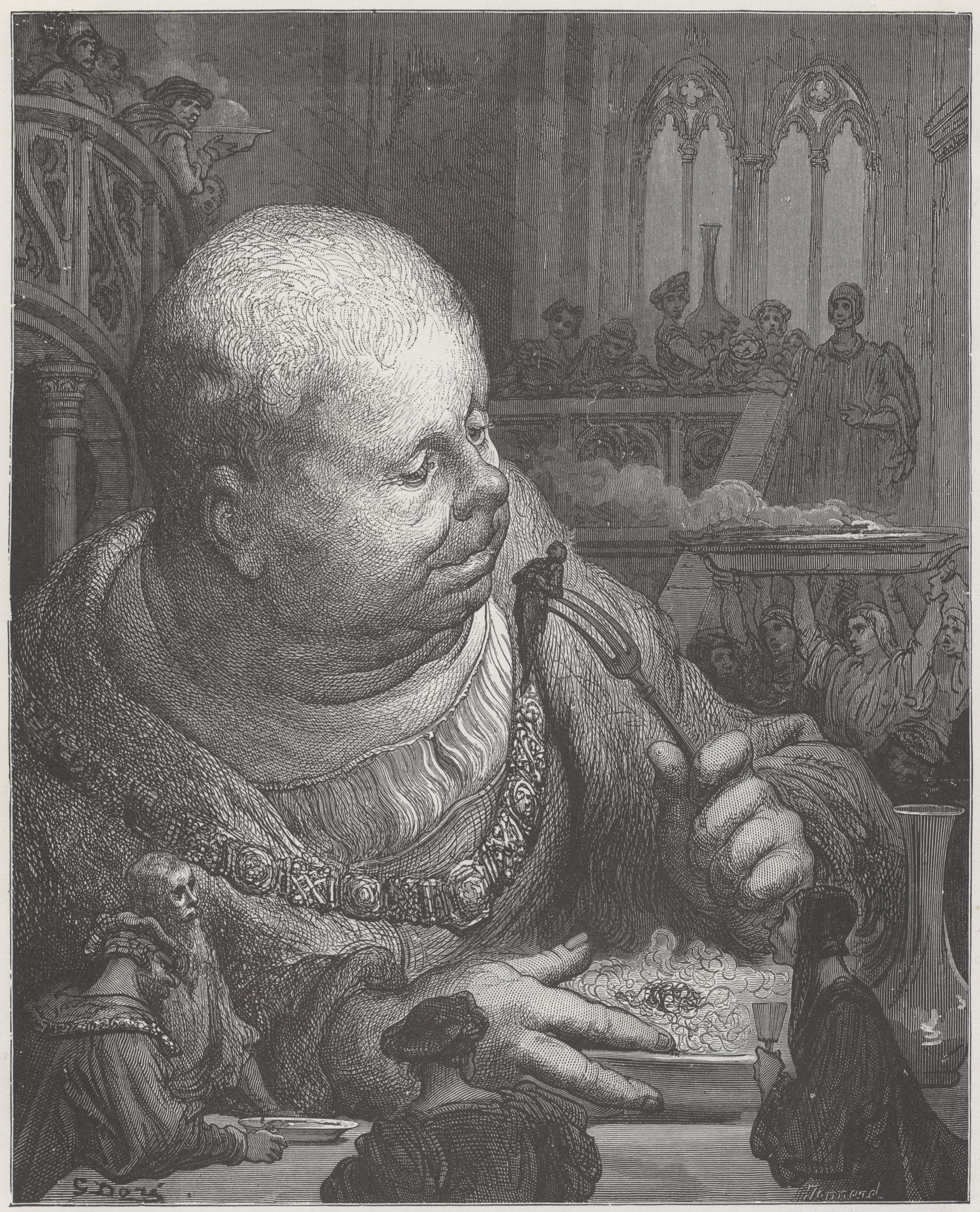
フランソワ・ラブレー『ガルガンチュワとパンタグリュエル』の一場面。ギュスターヴ・ドレ画

16世紀はフランス・ルネサンスの世紀であり、ユマニスムの原則が文学に深く痕跡を残すようになる。古代のテクスト（ギリシア語、ラテン語、ヘブライ語）への回帰、知識欲、明白な享楽主義、中世文学と異なる形式と主題への一新などである。
詩ではクレマン・マロ、ジャン・ド・スポンド、アグリッパ・ドービニェ、プレイヤード派の詩人（ピエール・ド・ロンサールやジョアシャン・デュ・ベレーなど）ほか、重要な詩人が数多く出現した。プレイヤード派が用いたアレクサンドランはフランス詩の代表的な形式となった。
小説では『デカメロン』の影響を受けたマルグリット・ド・ナヴァルの『エプタメロン』と、そして特にフランソワ・ラブレーの哄笑に満ちた5巻本『ガルガンチュワとパンタグリュエル』が重要である。巨人パンタグリュエルは先述のようなルネサンス的人間像を体現していた。
ミシェル・ド・モンテーニュの『エセー』（随想録）は哲学と自伝の中間に位置する重要な作品である。『エセー』はフランス最初の自伝の1つでもあり、『エセー』の企図、すなわち自己を知るだけでなく人間そのものを知ろうとするモラリスト的なあり方はフランス文学の伝統となっており、人間をその美質のみならず欠点をも含めて描き出そうとした後のジャン＝ジャック・ルソーの『告白』（1776頃）などにも広く見出される。

### 17世紀

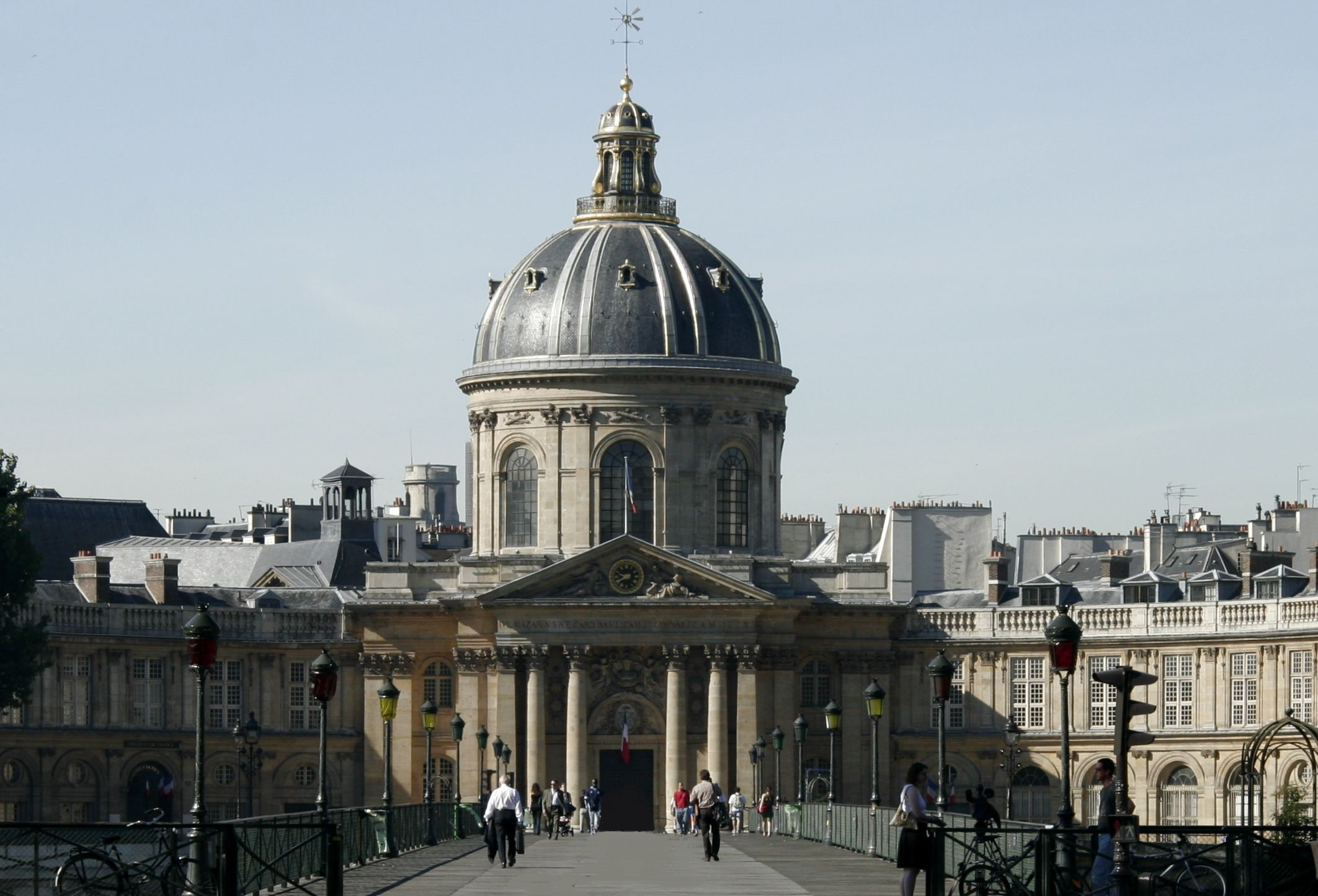
アカデミー・フランセーズ

17世紀には2つの競合するが同時に相補いもする、2つの大きな潮流があった。バロック文学と古典主義である。ユグノー戦争などの宗教戦争による混乱や、天動説の否定に代表される科学の発達などによる価値観の揺らぎは、自由奔放・不規則・虚無・矛盾などを特徴とするバロック文学を生み、ルイ14世即位の前後を境目に、古代に範を取り調和を主んじる古典主義がこれを置き換えてゆくが、また（ピエール・コルネイユのように）双方の潮流に同時に影響を与えた作家たちもいたので、相補的でもあった。
1635年に、アンシャン・レジーム下でフランス語の純化と標準化を目的とするアカデミー・フランセーズが設立され、フランス語とその文学の地位向上に資すと共に、文学の領域に規範意識が持ち込まれるようになる。古典主義を巡っては『ル・シッド』論争や新旧論争などが激しく戦われ、世紀末には既に啓蒙主義の先触れとなる思潮が文学に現れてくる（ジャン・ド・ラ・ブリュイエールなど）。
この時代の文学上重要な人物にはピエール・コルネイユ、ジャン・ラシーヌ、モリエール（古典主義の三大劇作家）、ブレーズ・パスカル、ラ・ロシュフコー、ジャン・ド・ラ・フォンテーヌ、ニコラ・ボアロー＝デプレオー、ジャン・ド・ラ・ブリュイエール、ラファイエット夫人、セヴィニエ侯爵夫人マリー・ド・ラビュタン＝シャンタル、レー枢機卿などがいる。

### 18世紀

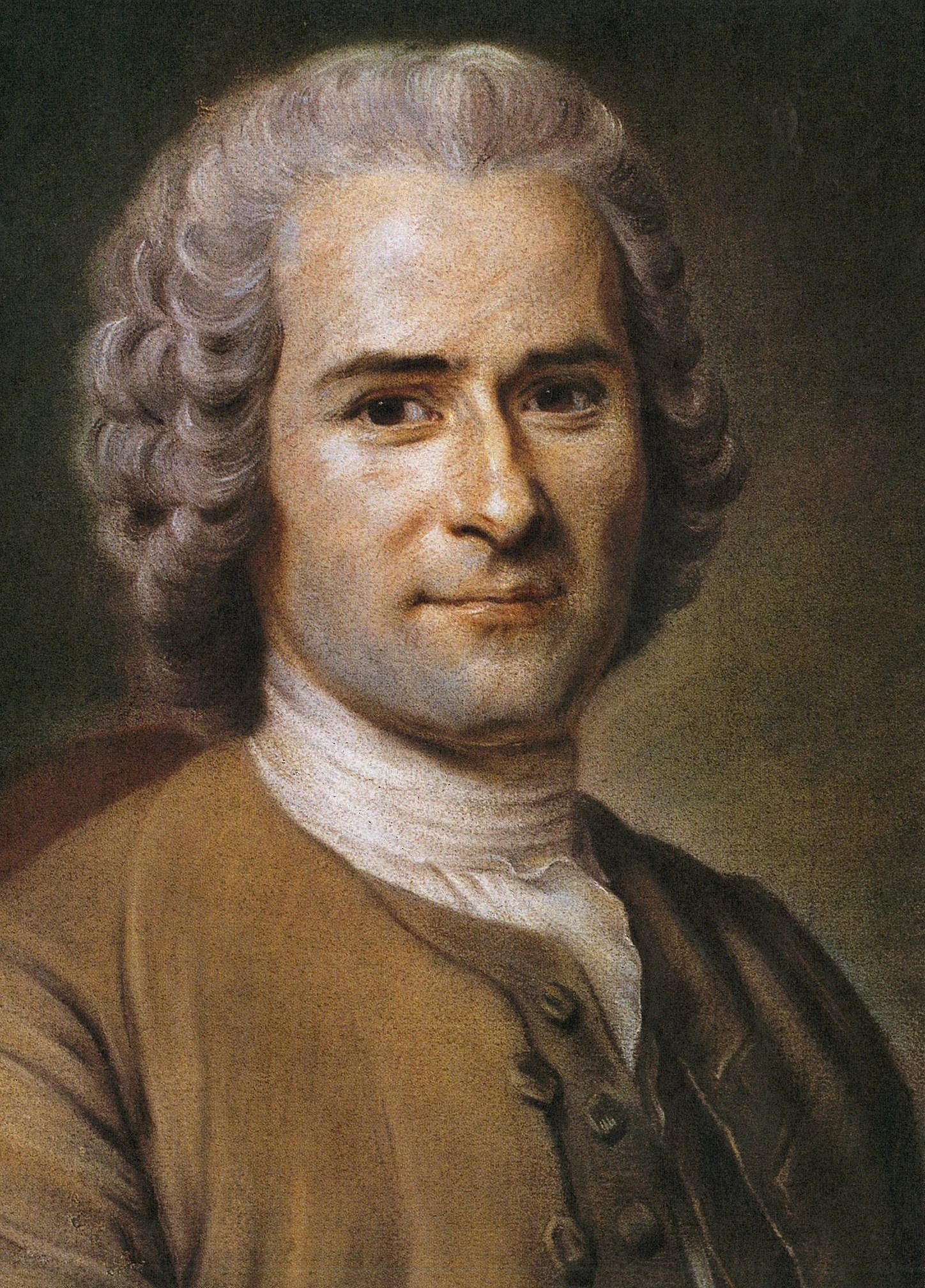
ジャン＝ジャック・ルソー

18世紀は啓蒙思想（仏: Lumières 「光」）の世紀と呼ばれる。この「光」というメタファーによりこの世紀は、ルネサンスの精神と前世紀のデカルト主義を通じ、蒙昧（仏: Ténèbres「闇」――蒙昧主義と偏見）に対する理性の勝利を確立しようとした。啓蒙思想はヨーロッパの現象であるが、この時代フランス語はヨーロッパのリングワ・フランカの地位を獲得しており、フランスの哲学者たちが世紀の思想を最も良く結晶化させ、フランス革命を越えてヨーロッパと全世界に恒久的な影響を残すことになる新しい諸価値を浮き彫りにした。
ピエール・ショデルロ・ド・ラクロやマルキ・ド・サドなどリベルタン小説の流れなどもあり文学の多様化が進んだが、概してフィロゾフ（広義の哲学者。理性と熟慮に基づき行動する知識人を指した）の時代であった。啓蒙主義の主要なフィロゾフにはヴォルテール、ジャン＝ジャック・ルソー、『百科全書』のドゥニ・ディドロ、シャルル・ド・モンテスキューらがいる。

### 19世紀

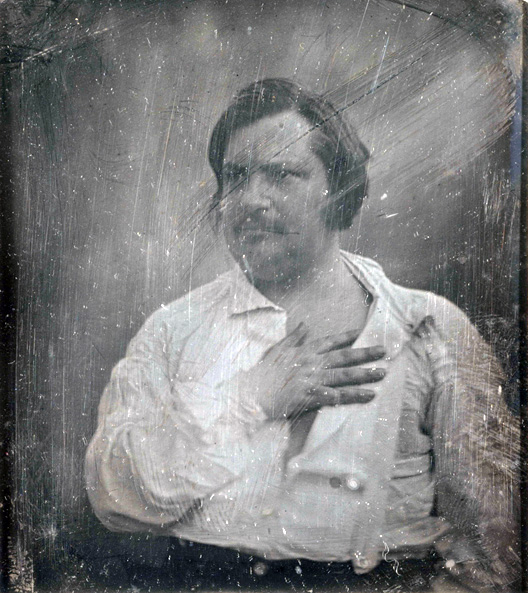
オノレ・ド・バルザック

19世紀は数々の傑作を生んだ重要な世紀であるが、我々にも近いこの文学時代は包括的な理解が難しいものであり続けている。多くの文学史家にとって、フランス文学の19世紀は
フランソワ＝ルネ・ド・シャトーブリアンとそれからヴィクトル・ユーゴーのロマン主義、スタンダール、オノレ・ド・バルザック、ギュスターヴ・フローベールのレアリスム（写実主義）、エミール・ゾラ、モーパッサンの自然主義などの時代である。

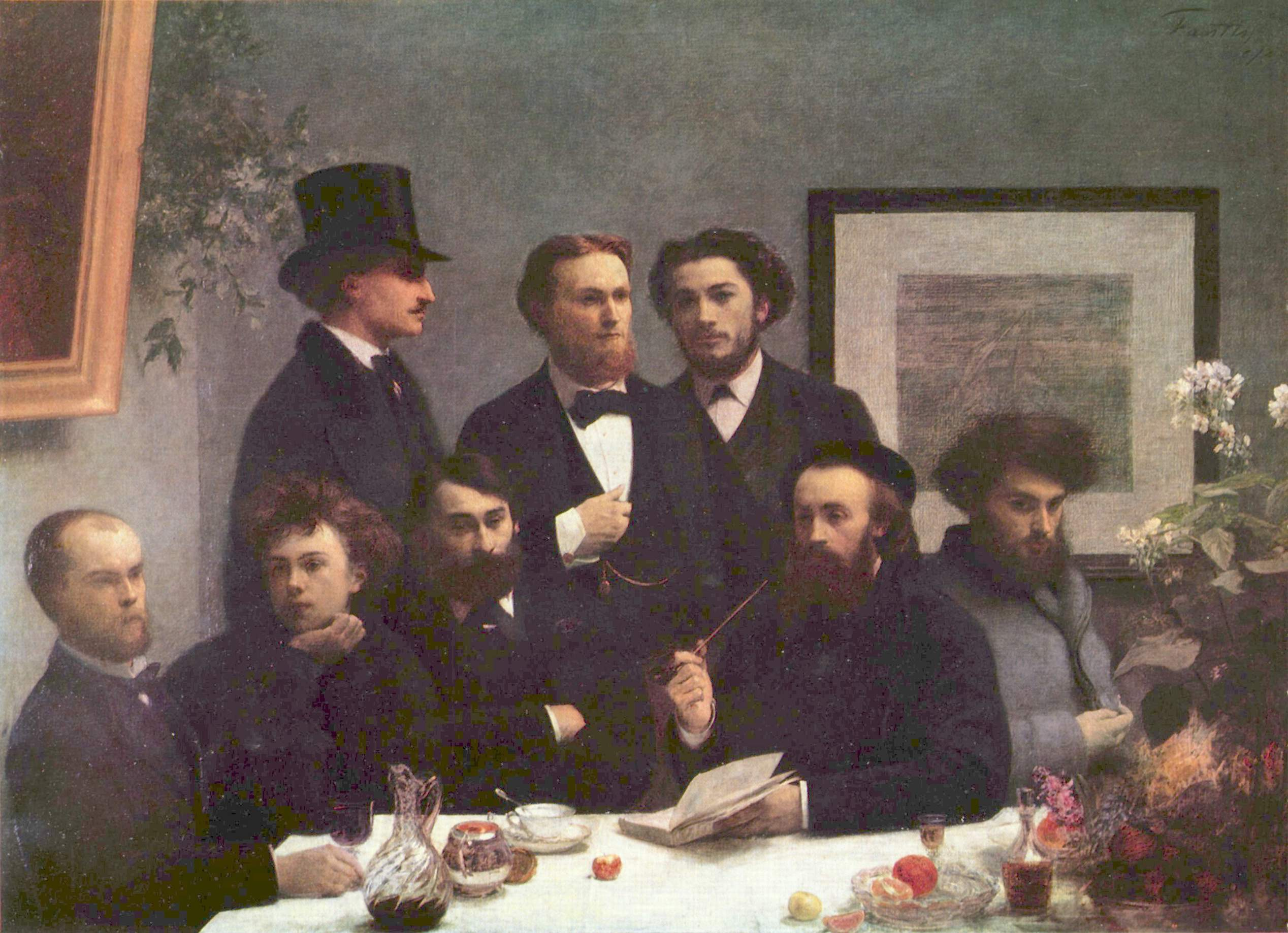
19世紀後半のフランス詩人たち。前列左にヴェルレーヌとランボー。アンリ・ファンタン＝ラトゥール画(1872)

1830年のエルナニ合戦を1つの頂点とするロマン主義の隆盛は部分的にはその原因をいくつかの視点から見出すことができる。フランス革命が刺激した自由の高まり、それから無秩序、不安定さがもたらす混乱、世紀前半からの政治の不確実性といった要素に重点を置く者もいる。この観点からは、思想を持ち、政治・社会体制への反対を表明する作家の姿が捉えられる。先にロマン主義が誕生したイギリスやドイツでは革命によるいささかの衝撃も受けていなかったので、フランス革命とその後の政治的混乱は（完全には）ロマン主義の開花を説明しないとし、フランスの文人による英独文学の研究と読書による影響を強調する者もいる。
レアリスムはより漠然とした分類であり、シャンフルーリの定義によって後になって作家たちに付けられたものである。スタンダールやバルザックはロマン主義とレアリスムの中間に位置する。ギュスターヴ・ランソンの『フランス文学史』(1894)は長く権威となっており、レアリスムとロマン主義を定義した部分で多くのページをバルザックに割いている。「かくて、その無能力と能力のために、バルザックは小説の中でロマン主義とレアリスムの分離を行った。しかしながらその作品の中には何か途方もないもの、ロマン主義的な起源を持つ過剰さや極端さが覗いている。」
レアリスムとは逆に、自然主義はエミール・ゾラが長きに亘り説き続けた明確な運動であった。
詩では、ロマン主義への反発から、「芸術のための芸術」を標榜し、客観と形式を重視するテオフィル・ゴーティエらの高踏派が生まれ、さらに高踏派やレアリスムとは反対に象徴と内面性に重きを置く象徴主義が台頭した。象徴派の代表的な詩人にはシャルル・ボードレール、アルチュール・ランボー、ポール・ヴェルレーヌ、ステファヌ・マラルメなどがいる。

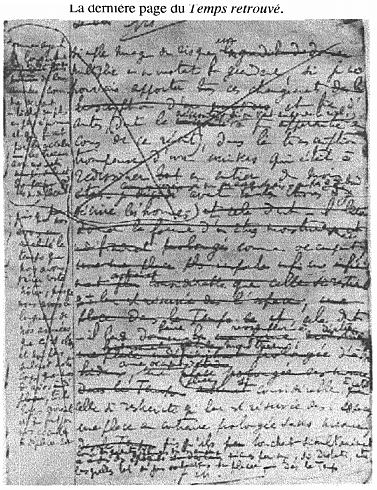
マルセル・プルースト『失われた時を求めて』最終頁の手稿

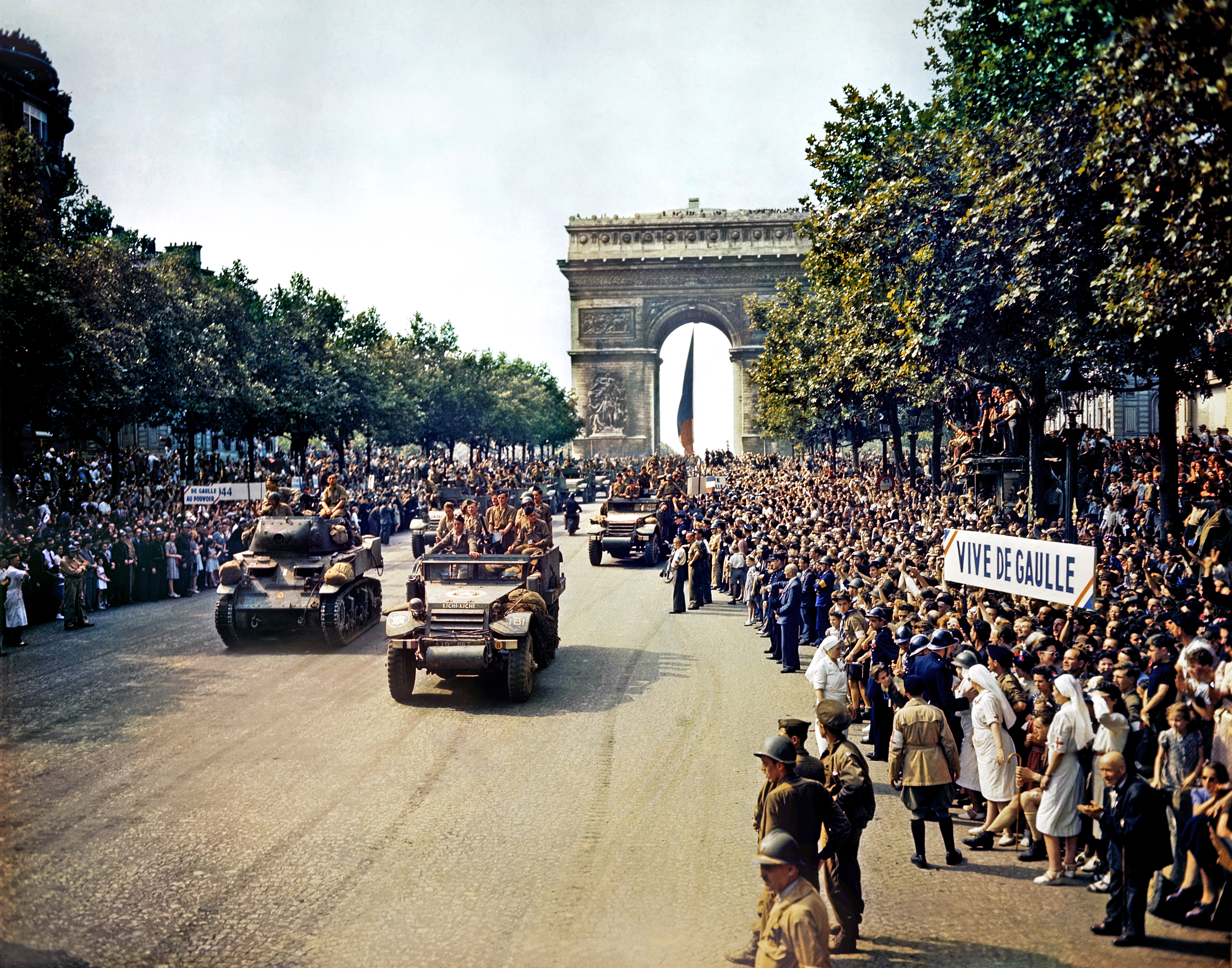
1944年8月、パリ解放のパレード

### 20世紀
20世紀のフランス文学は（ポール・ヴァレリーが予言したように）歴史的・政治的・精神的・芸術的な危機の深い痕跡を留めている。この世紀を特徴づけているのはシュルレアリスムであり、これは特に詩を刷新した（アンドレ・ブルトン、ロベール・デスノス、ルネ・シャールなど）が、またアルベール・カミュやジャン＝ポール・サルトルらの実存主義も新しい哲学である（サルトルは「実存主義はユマニスムである」と語った）。この世紀の芸術家たちの最大の起点は政治的な衝突に関係したものであった。戦争は小説だけでなく詩にも影を落とした。直接的に戦争と向き合った作家に、対独レジスタンスに参加したアンドレ・マルローや飛行士として従軍・戦死したアントワーヌ・ド・サン＝テグジュペリらがある。サルトルらの実存主義者たちも現実への参加（アンガージュマン）へと向かった。実存主義はまたサミュエル・ベケットやウジェーヌ・イヨネスコらの不条理演劇を生み出した。
人間心理を精緻に掘り下げる小説家としてはマルセル・プルーストとアンドレ・ジッドの両巨匠が現れた。ルイ＝フェルディナン・セリーヌが、街中の現実世界に最も近いところからの文法的アプローチや気ままな隠語と織り交ぜられた新語の創造によって、あまりにも洗練されすぎ生から遠くなってしまった語りに疑義を投げかけた役割も無視できない。
アラン・ロブ＝グリエの『新しい小説のために』（Pour un nouveau roman）によって理論化されたヌーヴォー・ロマンの作品は、ロブ＝グリエの処女作『消しゴム』をはじめとし、その多くがナチス・ドイツ占領下で対独レジスタンス作家の作品を地下出版したことで知られる深夜叢書（ミニュイ社）から刊行された――サミュエル・ベケット、クロード・シモン、ジャン・エシュノーズ、ナタリー・サロート、ミシェル・ビュトール、マルグリット・デュラス、ジャン＝フィリップ・トゥーサン、タンギー・ヴィエル、クリスチャン・オステール、ロラン・モヴィニエ、クリスチャン・ガイイなど。1960年に創刊された前衛雑誌『テル・ケル』にはロラン・バルト、ジョルジュ・バタイユ、ミシェル・フーコー、ジャック・デリダ、ジュリア・クリステヴァらが名を連ね、構造主義とポスト構造主義は世界的な影響力を持った。

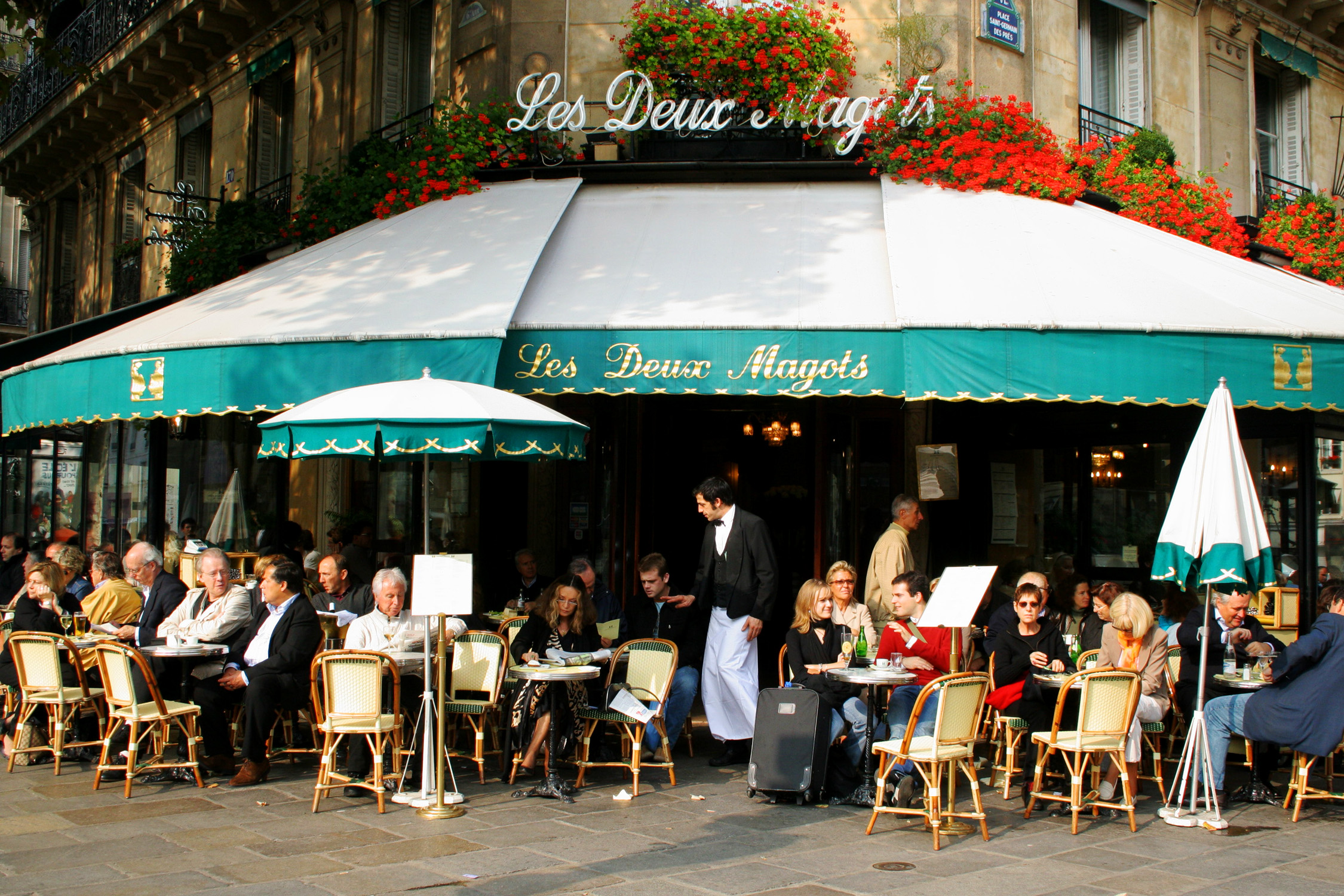
象徴派からシュルレアリスト、実存主義者までの文人の溜まり場となったパリのカフェ「ドゥ・マゴ」

ヌーヴォー・ロマンの後（もしくは五月革命の後）では、厳密な意味ではどのような文学運動も頭角を現していない。レーモン・クノーやジョルジュ・ペレック（それから今日ではジャック・ルーボー、ポール・フルネル、ジャック・ジュエ、エルヴェ・ル＝テリエなど）が属したウリポ（潜在的文学工房）は事実上は運動ではなく制作サークルとして受け止められている。ヌーヴェル・フィクシオンとしてグループ化されるfr:Hubert Haddad、フレデリック・トリスタン、ジョルジュ＝オリヴィエ・シャトーレノーなどの作家もそうである。今日ではセルジュ・ドゥブロフスキーによって作られたオートフィクションの概念によって一定数の作家を括ることが可能かもしれない。しかしながら、時として対立する感性・創作姿勢・作品世界を持つ十人十色の作家たちを1つのラベルにまとめるのは難しい。こうした定義は、あまりに自己中心的で、サン＝ジェルマン＝デ＝プレ的で、純商業的な観点からは国外の反響もほとんどない文学であるとする攻撃者によって議論の的ともなっている。

現代のフランス語圏の分布。
(藍) 母語
(青) 公用語
(水色) 第2言語
(緑) 少数言語

## フランス語圏の文学
かつてのフランスの諸大陸における帝国主義と植民地主義の結果、フランス語で書かれた文学はフランス以外にもベルギー、スイス、カナダ、ハイチ、セネガル、アルジェリア、モロッコなど複数の大陸の多くの国々で見出され相互に影響を与え合っている。フランス語が基となったクレオール言語によるクレオール文学も広く見られる。以下のページも参照：
- fr:Littérature francophone
- fr:Catégorie:Littérature francophone
- fr:Liste d'écrivains de langue française par ordre chronologique
- fr:Écrivains de langue française, par ordre alphabétique
- ハイチ文学

## フランス語以外で書かれたフランスの文学

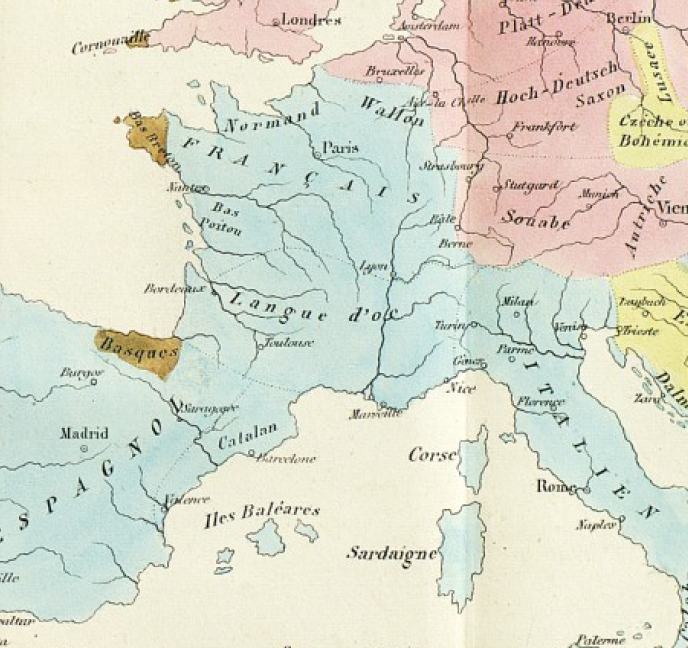
1859年のヨーロッパの言語地図

フランス語で書かれる文学以外に、フランスの文芸文化には他のフランスの言語で書かれた文学も含まれる。中世には、後に現代フランスの領域を形成することになるさまざまな領域の競合する標準語が、それぞれの文学伝統を生み出した。アングロ・ノルマン文学やプロヴァンス文学などである。地方言語による文学は18世紀まで続いたが、フランス語の隆盛により影が薄れ、また支配的なフランスの文学モデルの影響も受けていった。プロヴァンスのフェリブリージュに見られるような19世紀の意識的な言語復興運動は高まった識字率と地域の出版と相俟って、ノルマン語やその他の言語での文学制作の新たな開花を可能にした。
プロヴァンス語（オック語の一方言）の詩人フレデリック・ミストラル(1830-1914)は1904年にノーベル文学賞を受賞した。
ブルトン語は話者は減少しているが、ブルトン文学は1920年代以降活発になっている。1925年には、Roparz Hemonが雑誌『Gwalarn』を創刊し、あらゆるジャンルを網羅する独自の作品を作り出し、また国際的に認知された他言語の作品をブルトン語に翻訳することでブルトン語を他の偉大な「国際」言語と同等にまで高めようと19年間に亘って努力を続けた。1946年には、『Al Liamm』誌が『Gwalam』誌を引き継いだ。他にも数々の雑誌が登場し、ブルトン語は少数言語としてはかなり大きな文学の総体を持つようになった。ブルトン語の作家にはYann-Ber Kalloc'h、Anjela Duval、Per-Jakez Héliasなどがいる。
ピカルディ語も一定水準の文学創作を維持しており、特に演劇作品が多い。ワロン語の文学はベルギーでの創作がより活発であり、これに支えられている形となっている。
カタルーニャ語やバスク語の文学もフランス国外の読者の存在によって支えられている。

## 日本でのフランス文学

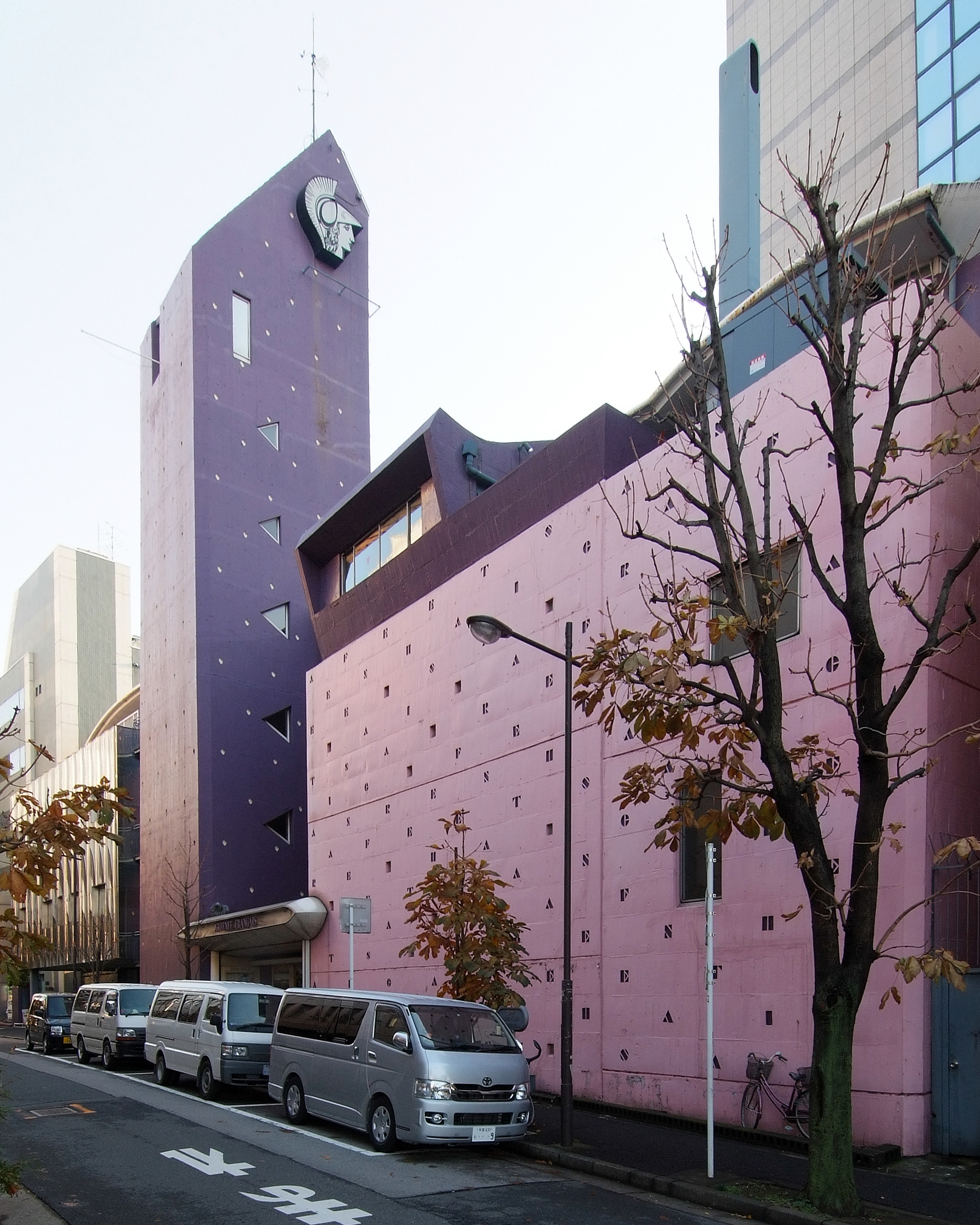
1913年設立の語学学校アテネ・フランセ。谷崎潤一郎、中原中也、坂口安吾、大岡昇平、澁澤龍彦などが通った。

開国以前は日本とフランス文学との接触はほぼなかったが、明治政府の文部省は1877年（明治10年）までに28人のフランス人をお雇い外国人として招致しフランス語教育を行った。1878年（明治11年）には、横須賀造船所黌舎でフランス語を習得した川島忠之助によりヴェルヌ『八十日間世界一周』が原文から翻訳される。1882年（明治15年）には、江戸幕府の語学所学頭からフランス語を学んだ中江兆民がルソーの『社会契約論』を翻訳紹介し、自由民権運動の理論的支柱となった。
1889年（明治22年）には帝國大學（現在の東京大学）に仏文科が設置される。当初は不振であったが、1923年に日本人初の教授として辰野隆を迎えて以降は岸田國士、鈴木信太郎、三好達治、渡辺一夫、小林秀雄、太宰治（中退）、中村真一郎、福永武彦、澁澤龍彦、大江健三郎、蓮實重彦などの文学者やフランス文学の紹介者を輩出した。
1901年（明治34年）よりデュマ『巌窟王』、翌1902年よりユーゴー『噫無情』が黒岩涙香の翻案により新聞『萬朝報』に連載され大衆的な人気を博す。またゾラやモーパッサンらの自然主義文学の影響から日本でも島崎藤村『破戒』(1906)や田山花袋『蒲団』(1907)などの自然主義小説が書かれたが、『蒲団』における私生活の赤裸々な告白の衝撃により以後は告白の側面が強い「私小説」へと転じていった。ゴーティエの「芸術のための芸術」は芸術至上主義として形成期の日本文壇で議論の的となり、石川啄木『時代閉塞の現状』(1910)、芥川龍之介『河童』(1927)、萩原朔太郎『詩の原理』(1928)など数多くの言及がある。
1905年（明治38年）には上田敏が訳詩集『海潮音』で7編の「象徴詩」を日本に紹介した。1907-8年に銀行員としてパリに渡った永井荷風はその経験から『ふらんす物語』(1909)を著し、1913年（大正2年）には訳詩集『珊瑚集』で象徴派以降のフランス詩をまとまった形で日本に紹介した。堀口大學も1918年の訳詩集『昨日の花』を皮切りに『月下の一群』(1925)などフランス詩の精力的な翻訳紹介を行い、これらの訳詩は近現代詩の形成に大きな影響を及ぼした。ボードレール『巴里の憂鬱』(1929)を訳した三好達治と『ランボオ詩集』(1933)を訳した中原中也は口語自由詩、散文詩の開拓者となった。
戦争勃発後も、フランスは日本にとって敵性国家となったのが遅かったため、戦時中にもヴァレリー全集の刊行が続き、ジッドの『狭き門』や『田園交響楽』が女学生の愛読書となるほど人気を集めた。敗戦直後に翻訳出版が再び活発化したが、GHQは米国の暗黒面を描いたものや占領政策と相いれない主張のアメリカ文学の翻訳出版を許可せず、ロシア文学の出版にも干渉したため、フランス文学の翻訳が中心となり、GHQの出版統制が強まる1940年代末まで活況を呈した。

## 代表的な作家と作品
膨大なフランス文学の作家・作品から代表的なものをごく一部リストアップしている。詳細はそれぞれの記事および一覧記事を参照。作品名などの後にあるリンクはウィキソースなどの原典資料。

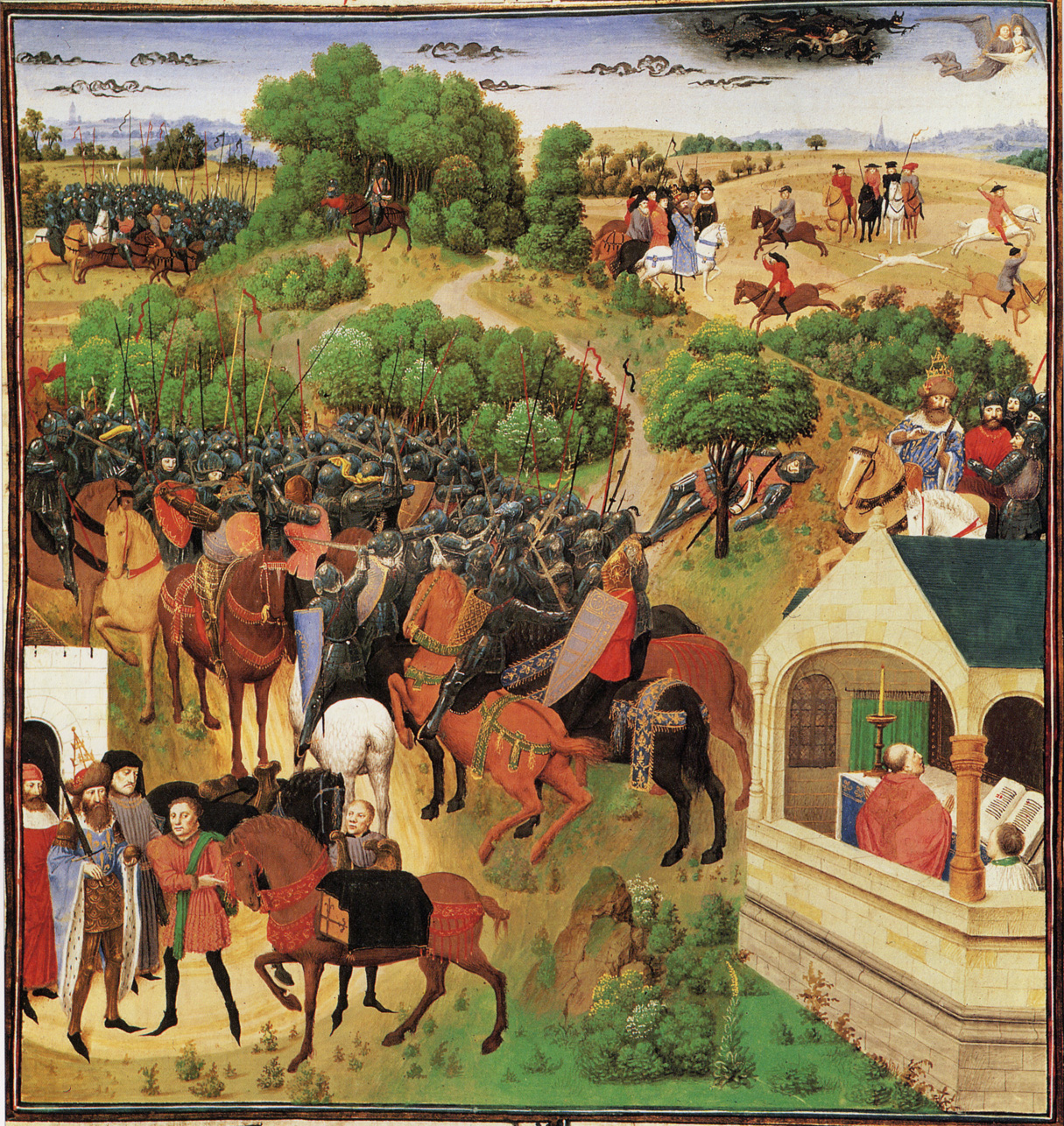
『ローランの歌』。8つの場面が1枚に収められている。

### 物語、小説
- 中世
  - （作者不明） - 『ローランの歌』(12世紀)
  - クレティアン・ド・トロワ (1135? - 1190?) - 『イヴァンまたは獅子の騎士』、『ランスロまたは荷車の騎士』
  - （複数の著者） - 『トリスタンとイズー』(12世紀)
  - マリー・ド・フランス (生没年不詳、12世紀) - 『マリー・ド・フランスのレー』
  - ギヨーム・ド・ロリス、ジャン・ド・マン - 『薔薇物語』(13世紀)
- 16-17世紀
  - フランソワ・ラブレー (1483-1553) - 『ガルガンチュワとパンタグリュエル』(1532-64)
  - ラファイエット夫人 (1634-1693) - 『クレーヴの奥方』(1678)

- 18世紀

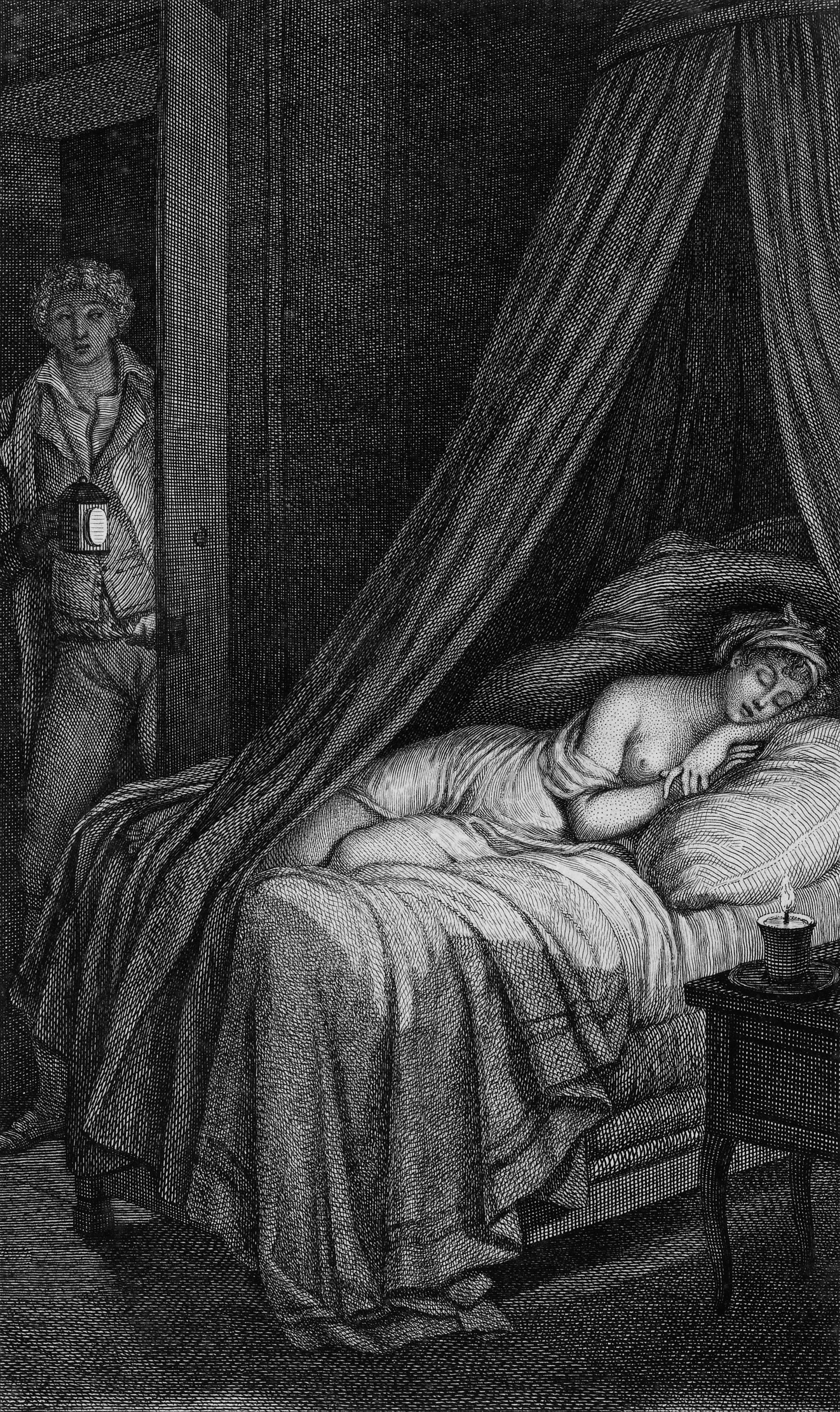
『危険な関係』(1782)、第96書簡の場面

  - ヴォルテール (1694-1778) - 『カンディード』(1759)
  - アベ・プレヴォ (1697-1763) - 『マノン・レスコー』(1731)
  - ジャン＝ジャック・ルソー (1712-1778) - 『ジュリまたは新エロイーズ』(1761)
  - ドゥニ・ディドロ (1713-1784) - 『運命論者ジャックとその主人』(1796)
  - マルキ・ド・サド (1740-1814) - 『美徳の不幸』(1787)
  - ピエール・ショデルロ・ド・ラクロ (1741-1803) - 『危険な関係』(1782)

- 19世紀

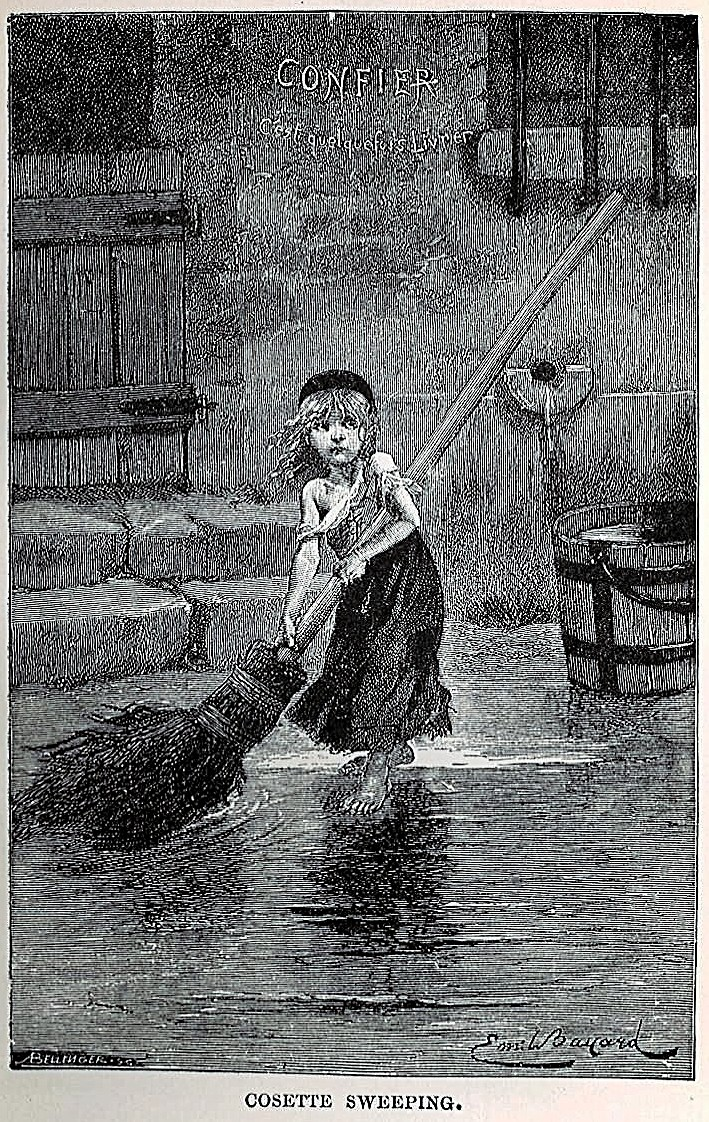
『レ・ミゼラブル』(1862)、少女コゼット。エミール・バヤード画

  - フランソワ＝ルネ・ド・シャトーブリアン (1764-1848) - 『アタラ』(1801)、『ルネ』(1802)
  - バンジャマン・コンスタン (1767-1830) - 『アドルフ』(1816)
  - スタンダール (1783-1842) - 『赤と黒』(1830)、『パルムの僧院』(1839)
  - オノレ・ド・バルザック (1799-1850) - 『人間喜劇』（作品群の総称。『ゴリオ爺さん』(1835)、『幻滅』(1836-43)、『ウジェニー・グランデ』(1833)などを含む）
  - アレクサンドル・デュマ・ペール (1802-1870) - 『モンテ・クリスト伯』(1844-46)、『三銃士』(1844)
  - ヴィクトル・ユーゴー (1802-1885) - 『ノートルダム・ド・パリ』(1831)、『レ・ミゼラブル』(1862)
  - テオフィル・ゴーティエ (1811 -1872) - 『モーパン嬢』(1834-36)
  - ギュスターヴ・フローベール (1821-1880) - 『ボヴァリー夫人』(1857)、『サランボー』(1862)、『感情教育』(1869)
  - エクトール・アンリ・マロ (1830-1907)-『家なき子』(1878)、『家なき娘』(1893年)
  - エミール・ゾラ (1840-1902) - 『テレーズ・ラカン』(1867)、『ルーゴン・マッカール叢書』（作品群。『居酒屋』(1877)、『ナナ』(1879)、『ジェルミナール』(1885)などを含む）
  - ギ・ド・モーパッサン (1850-1893) - 『ベラミ』(1885)、多数の短篇小説

- 20世紀
  - アンドレ・ジッド (1869-1951) - 『背徳者』(1902)、『狭き門』(1909)、『贋金つくり』(1926)
  - マルセル・プルースト (1871-1922) - 『失われた時を求めて』(1913-27)
  - シドニー＝ガブリエル・コレット (1873-1954) - 『青い麦』(1922)、『ジジ』(1945)
  - ロジェ・マルタン・デュ・ガール (1881-1958) - 『チボー家の人々』(1922-28)
  - ルイ＝フェルディナン・セリーヌ (1894-1961) - 『夜の果ての旅』(1932)
  - アンドレ・ブルトン (1896-1966) - 『ナジャ』(1928)
  - アントワーヌ・ド・サン＝テグジュペリ (1900-1944) - 『夜間飛行』(1931)、『星の王子さま』(1943)
  - アンドレ・マルロー (1901-1976) - 『人間の条件』(1933)
  - マルグリット・ユルスナール (1903-1987) - 『ハドリアヌス帝の回想』(1951)
  - ジャン＝ポール・サルトル (1905-1980) - 『嘔吐』(1938)、『自由への道』(1945,1949)
  - ジャン・ジュネ (1910-1986) - 『花のノートルダム』(1942)、『泥棒日記』(1949)
  - アルベール・カミュ (1914-1960) - 『異邦人』(1942)
  - ロベール・パンジェ (1919-1997) - 『パッサカリア』(1969)
  - アラン・ロブ＝グリエ (1922-2008) - 『嫉妬』(1957)、『迷路のなかで』(1959)
  - ミシェル・ビュトール (1926-) - 『心変わり』(1957)
  - フランソワーズ・サガン (1935-2004) - 『悲しみよこんにちは』(1954)
  - ジョルジュ・ペレック (1936-1982) - 『人生使用法』(1978)
  - ジャン＝マリ・ギュスターヴ・ル・クレジオ (1940-) - 『砂漠』(1980)

### 詩

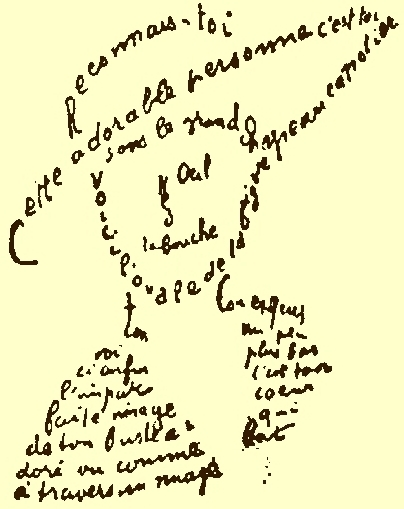
ギヨーム・アポリネールのカリグラム(1915)

- クレマン・マロ (1496頃-1544) - 『クレマンの若き日』(1532)
- フランソワ・ヴィヨン (1431?-1463?) -	『遺言』(1461)[:fr]
- ラ・フォンテーヌ (1621-1695) - 『寓話』(1668)
- ヴィクトル・ユーゴー (1802-1885) -	『静観詩集』(1856)
- アルフォンス・ド・ラマルティーヌ (1790-1869) - 『瞑想詩集』(1820)
- シャルル・ボードレール (1821-1867) - 『悪の華』(1857,1861)、『パリの憂鬱』
- ポール・ヴェルレーヌ (1844-1896) - 『言葉なき恋歌』(1874)
- アルチュール・ランボー (1854-1891) - 『地獄の季節』(1873)、『イリュミナシオン』(1874)
- ステファヌ・マラルメ (1842-1898) - 『骰子一擲』(1897)
- ロートレアモン伯爵 (1846-1870) - 『マルドロールの歌』(1869)
- ポール・ヴァレリー (1871-1945) - 『若きパルク』(1917)
- ギヨーム・アポリネール (1880-1918) - 『アルコール』(1913)
- ジャック・プレヴェール (1900-1977) - 『言葉たち』(1945)
- ルネ・シャール (1907-1988) - 『眠りの神のノート』(1946)
- イヴ・ボヌフォワ (1923-) - 『湾曲した板』(2001)

### 戯曲

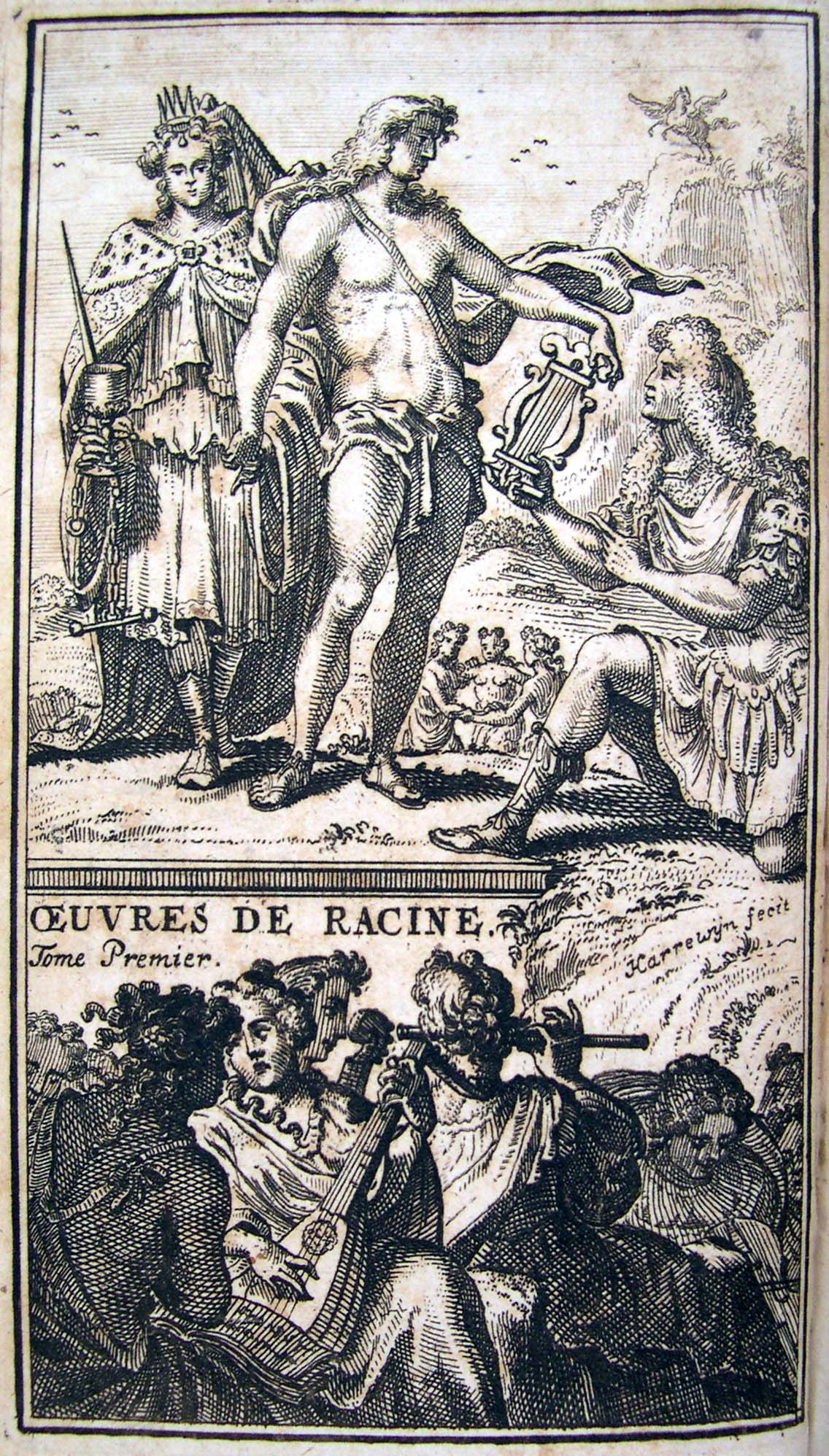
ジャン・ラシーヌの全集（ブリュッセル刊、1700年）

- エチエンヌ・ジョデル (1532-1573) - 『囚われのクレオパトラ』(1553)
- ピエール・ド・ラリヴェ (1541-1619) - 『幽霊騒ぎ』(1579)
- ピエール・コルネイユ (1606-1684) - 『ル・シッド』(1636)、『オラース』(1639)
- モリエール (1622-1673) - 『タルチュフ』『人間嫌い』『ドン・ジュアン』『守銭奴』ほか
- ジャン・ラシーヌ (1639-1699) - 『アンドロマック』(1667)、『フェードル』(1677)
- ボーマルシェ (1732-1799) - 『セビリアの理髪師』(1775)、『フィガロの結婚』(1784)
- エドモン・ロスタン (1868-1918) - 『シラノ・ド・ベルジュラック』(1897初演)
- ジャン・ジロドゥ (1882-1944) - 『トロイ戦争は起こらない』(1935)
- サミュエル・ベケット (1906-1989) - 『ゴドーを待ちながら』(1952)
- ジャン・ジュネ (1910-1986) - 『女中たち』(1947)、『黒人たち』(1958)
- ジャン・アヌイ (1910-1987) - 『アンチゴーヌ』(1942)、『ベケット』(1959)
- ウジェーヌ・イヨネスコ (1912-1994) - 『禿の女歌手』(1950)、『犀』(1960)

### 随筆、思想など

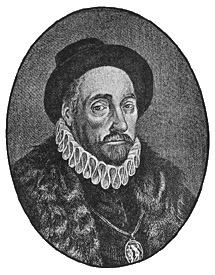
ミシェル・ド・モンテーニュ

- ミシェル・ド・モンテーニュ (1533-1592) - 『エセー』(1580)
- ラ・ロシュフコー (1613-1680) - 『箴言集』(1664)
- ブレーズ・パスカル (1623-1662) - 『パンセ』(1670)
- ジャン＝ジャック・ルソー (1712-1778) - 『社会契約論』(1762)、『告白』(1782,1789)
- フランソワ＝ルネ・ド・シャトーブリアン (1764-1848) - 『キリスト教の真髄』(1802)、『墓の彼方からの回想』(1848)
- アレクシ・ド・トクヴィル (1805-1859) - 『アメリカのデモクラシー』(1835,1840)
- ジュール・ミシュレ (1798-1874) - 『フランスの歴史』(1880)、『魔女』(1870)
- アルベール・カミュ (1913-1960) - 『シシフォスの神話』(1942)
- ジャン＝ポール・サルトル (1905-1980) - 『存在と無』(1943)、『実存主義とは何か』(1946)

### 評論

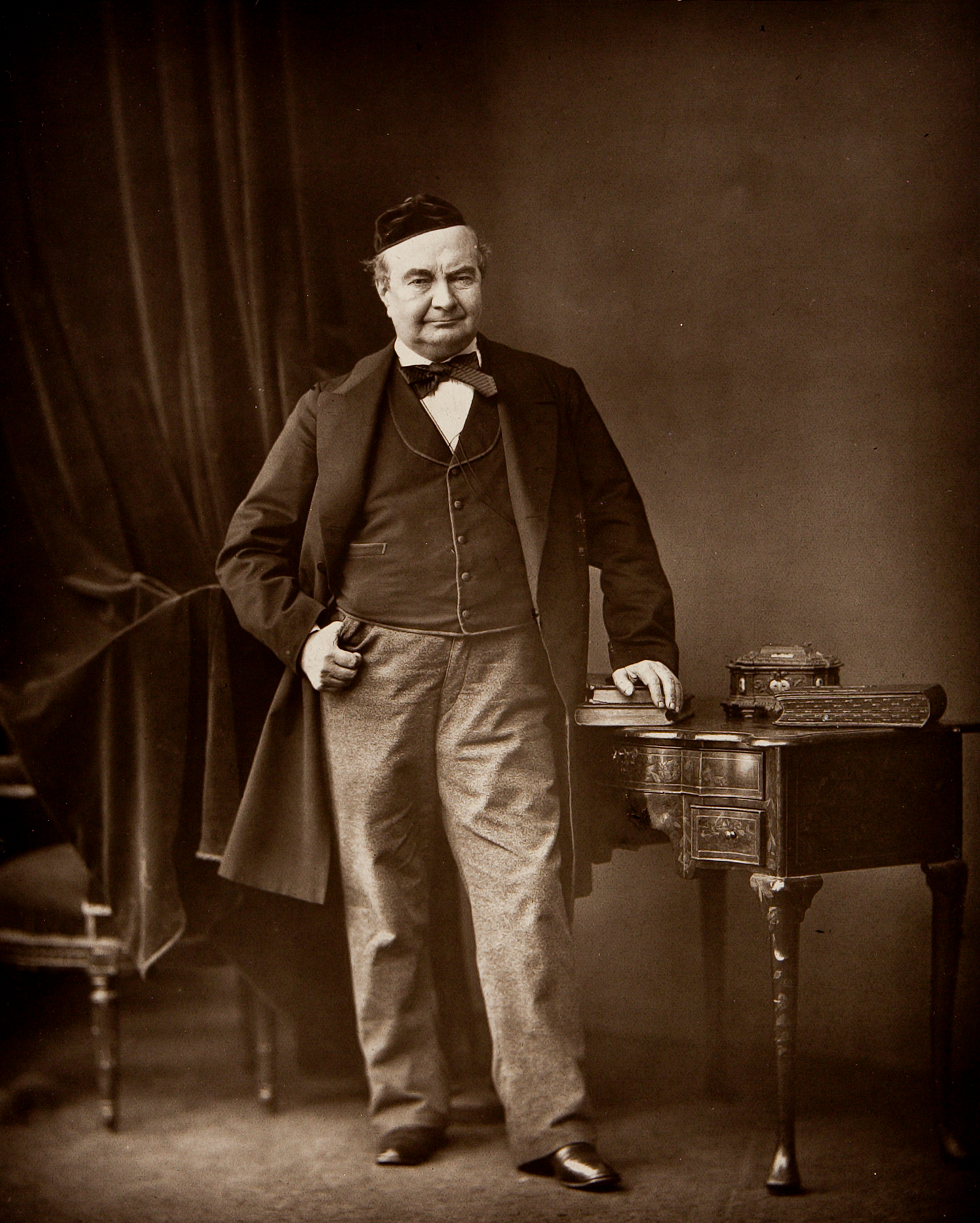
近代批評の父、サント＝ブーヴ

- ニコラ・ボアロー＝デプレオー (1636-1711) - 書簡詩と『詩法 L'art poétique』の著者。
- シャルル＝オーギュスタン・サント＝ブーヴ (1804-1869) - 『ポール・ロワイヤル』(1840-58)
- イポリット・テーヌ (1828-1893) - 『イギリス文学史』(1864-69)
- ジャック・ラカン (1901-1981) - 精神分析学。『エクリ』(1966)
- モーリス・ブランショ (1907-2003) - 『文学空間』(1955)
- ロラン・バルト (1915-1980) - 記号学。『零度のエクリチュール』(1953)
- ジャン＝フランソワ・リオタール (1924-1998) - 『ポストモダンの条件』(1979)
- ジャック・デリダ (1930-2004) - 脱構築批評。『エクリチュールと差異』(1967)
- ジュリア・クリステヴァ (1941-) - 『セメイオチケ』(1969)

### ノーベル文学賞受賞者

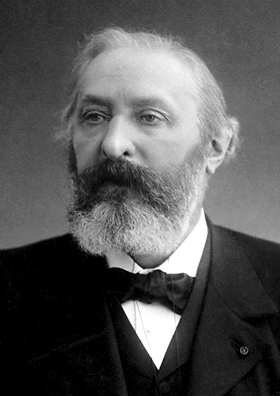
シュリ・プリュドム

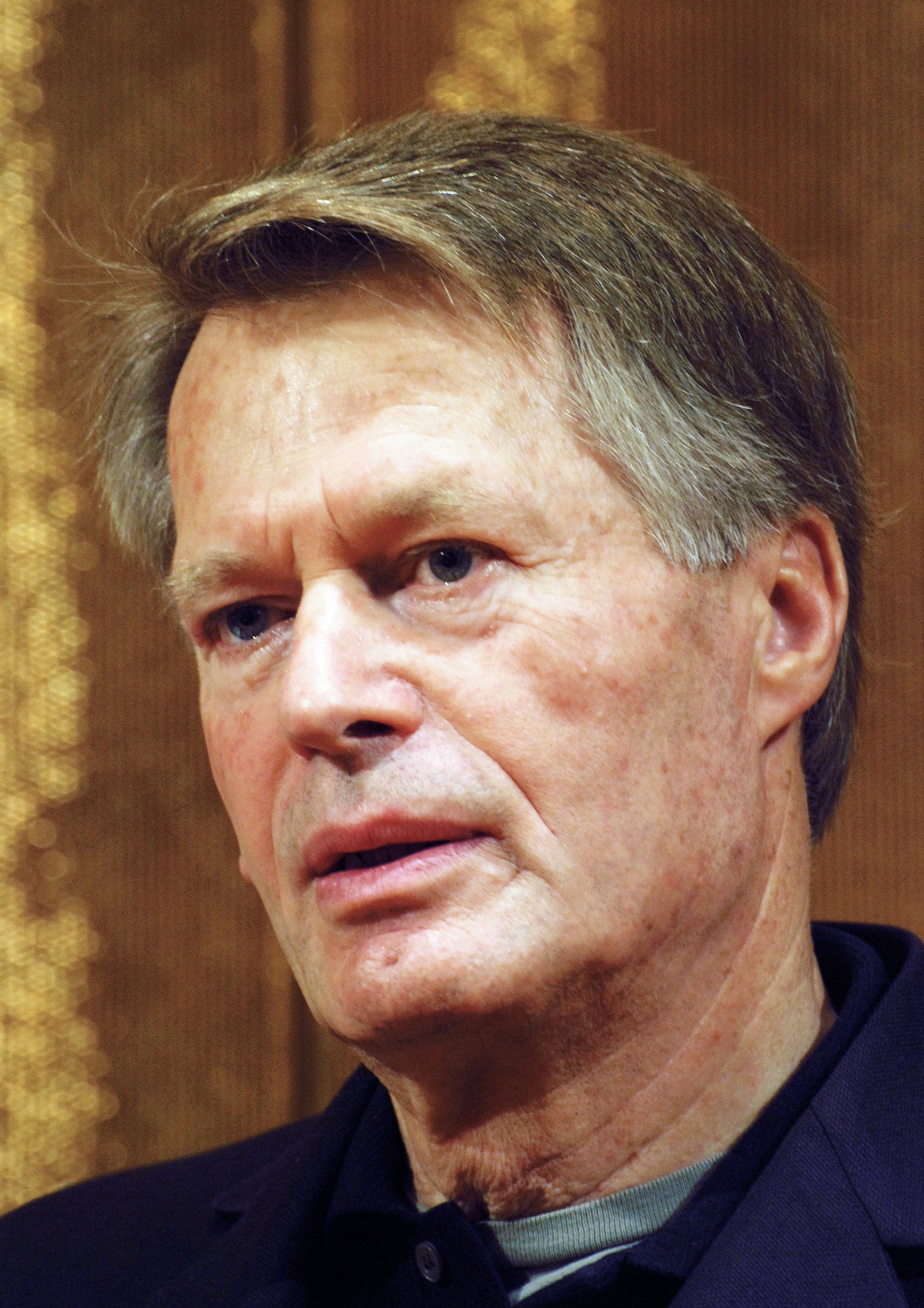
J・M・G・ル・クレジオ

2024年の時点で、フランスは世界で最も多くのノーベル文学賞受賞者を輩出している。フランス国籍またはフランス語で創作した受賞者は以下の通り。
- 1901年 - シュリ・プリュドム （第１回ノーベル文学賞受賞者）
- 1904年 - フレデリック・ミストラル （プロヴァンス語（オック語の一方言）で創作）
- 1911年 - モーリス・メーテルリンク （ベルギー人）
- 1915年 - ロマン・ロラン
- 1921年 - アナトール・フランス
- 1927年 - アンリ・ベルクソン （哲学者）
- 1937年 - ロジェ・マルタン・デュ・ガール
- 1947年 - アンドレ・ジッド
- 1952年 - フランソワ・モーリアック
- 1957年 - アルベール・カミュ
- 1960年 - サン＝ジョン・ペルス
- 1964年 - ジャン＝ポール・サルトル （辞退）
- 1969年 - サミュエル・ベケット （フランス語と英語で創作）
- 1985年 - クロード・シモン
- 2000年 - 高行健 （中国語で創作）
- 2008年 - ジャン＝マリ・ギュスターヴ・ル・クレジオ （フランスとモーリシャスの二重国籍）
- 2014年 - パトリック・モディアノ
- 2022年 - アニー・エルノー

## フランスの文学賞
- ゴンクール賞 - 1903年創設の文学賞。「その年で最良かつ最も想像力に富んだ散文作品」の作者に授与。
  - 高校生のゴンクール賞 - 1987年創設。
- フェミナ賞 - 1904年創設。女性のみからなる審査員により毎年決定されるが、受賞者は女性に限らない。
- アカデミー・フランセーズ文学大賞 - 1911年創設（作家の全作品に対して）。
- アカデミー・フランセーズ小説大賞 - 1918年創設。
- ルノードー賞 - 1926年創設。ゴンクール賞の選定結果が出てから選出を行う。
- アンテラリエ賞 - 1930年創設。主にジャーナリストによって書かれた小説に授与。
- フランス犯罪小説大賞（フランス冒険小説大賞、ロマン・アヴァンチュール大賞とも訳される） - 1930年創設。
- ドゥ・マゴ賞 - 1933年創設。
- パリ警視庁賞 - 1946年創設。長編推理小説の公募新人賞。
- フランス推理小説大賞 - 1948年創設。犯罪・探偵小説。
- ヴァレリー・ラルボー文学賞 - 1957年創設。
- メディシス賞 - 1958年創設。「才能に見合う名声をまだ受けていない」作家に贈られる。
- ミステリー批評家大賞 - 1972年創設。批評家が推理小説の年間最優秀作品を決定する。
- アポロ賞 - 1972-1990年。前年にフランスで出版された最良のSF作品に授与された。
- 12月賞 - 1989年創設。

## 参考文献

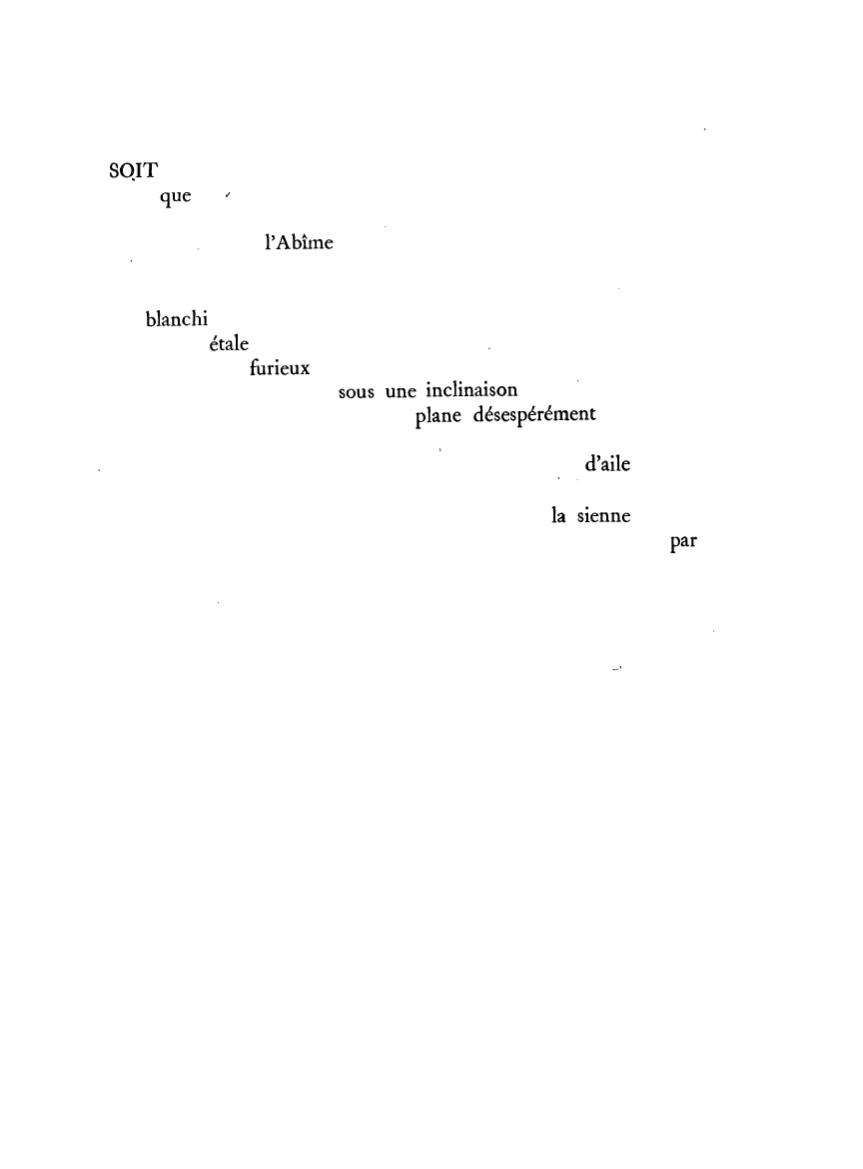
白いテクスト――ステファヌ・マラルメ『骰子一擲』(1897)のページ（→全文）